# Янох, Генрих
Генрих Янох (нем. Heinrich Janoch; 3 января 1858[…], ‎Голешов, Земли Чешской короны, Австрийская империя — 18 декабря 1929[…], Брно) — чешский пианист и музыкальный педагог.
Окончил Венскую консерваторию (1875) у Вильгельма Шеннера и Йозефа Дакса (фортепиано), а также у Франца Кренна (композиция). В семнадцатилетнем возрасте выступил в ансамбле с известным скрипачом-виртуозом Арнольдом Розе. В 1879—1886 гг. скрипач Венской придворной оперы. С 1886 г. жил и работал в Брюнне, преподавал (среди его учеников Збигнев Джевецкий и Эдвин Линднер). В 1900—1908 гг. возглавлял местное Вагнеровское общество.